# 柯士甸駅
柯士甸駅（オースティンえき）は香港九龍油尖旺区にある、香港鉄路（港鉄）屯馬線の駅である。

## 歴史
- 2009年8月16日 - 開業[1]。

## 駅構造

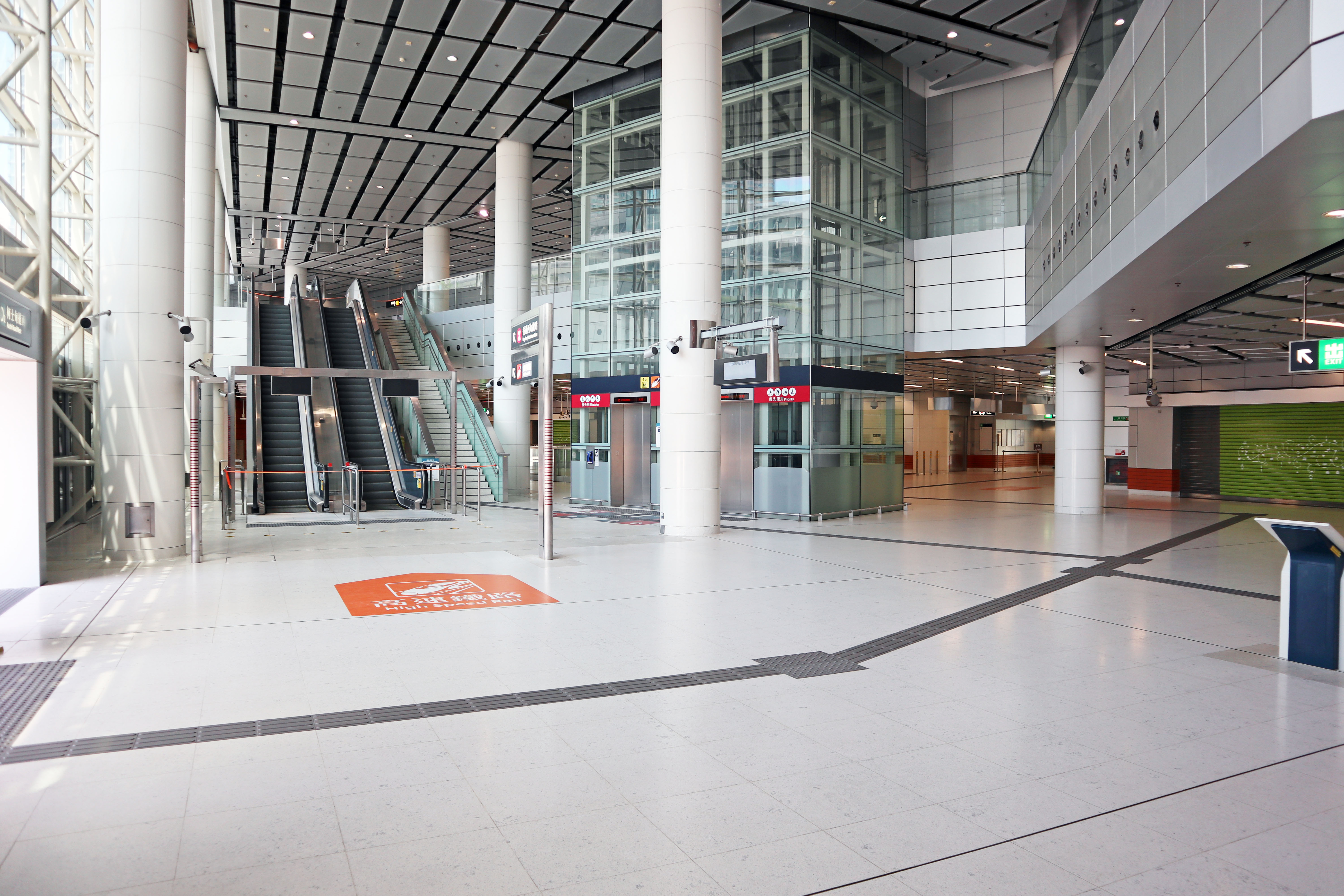
地上階コンコース

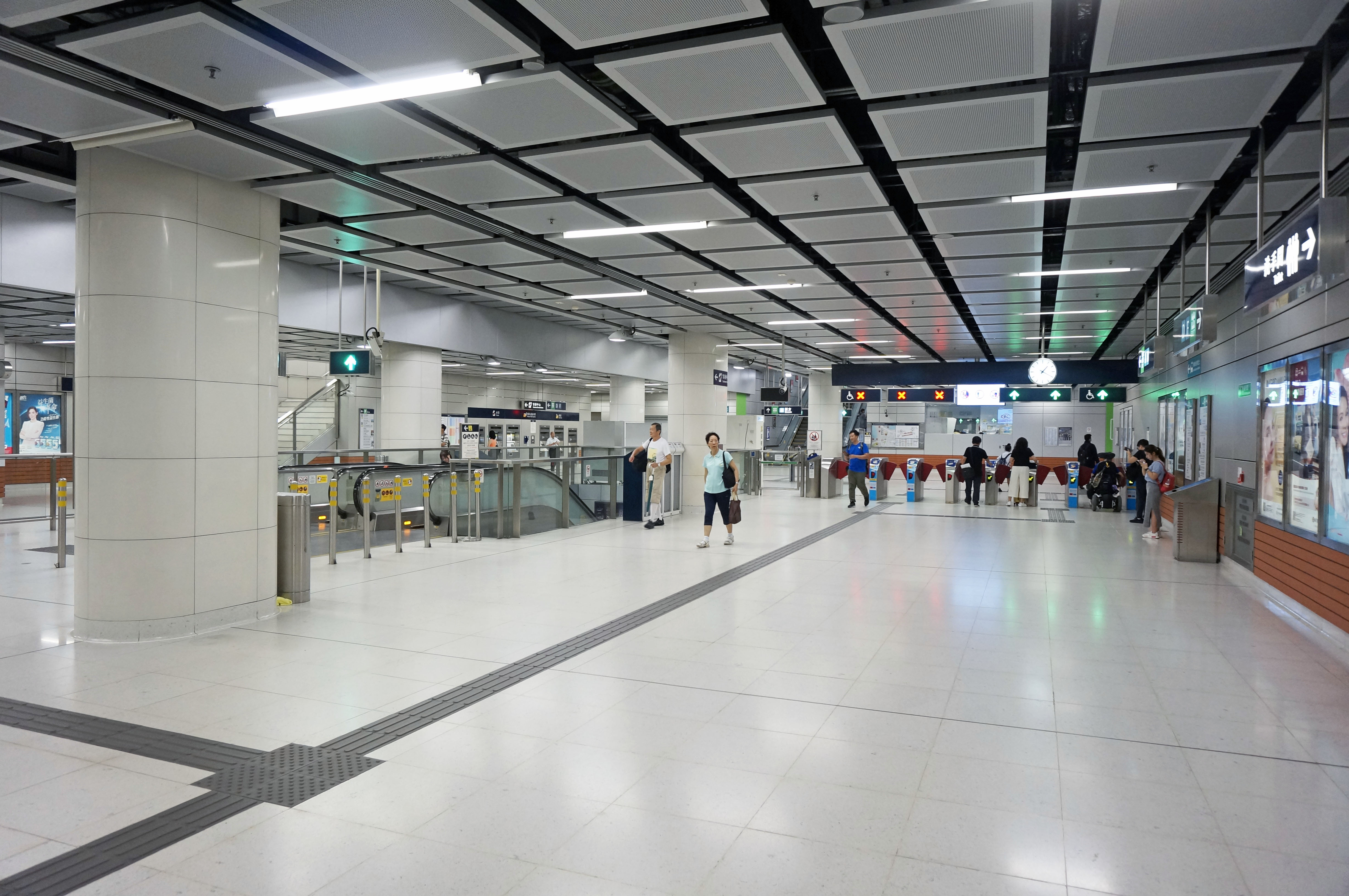
地下階改札口

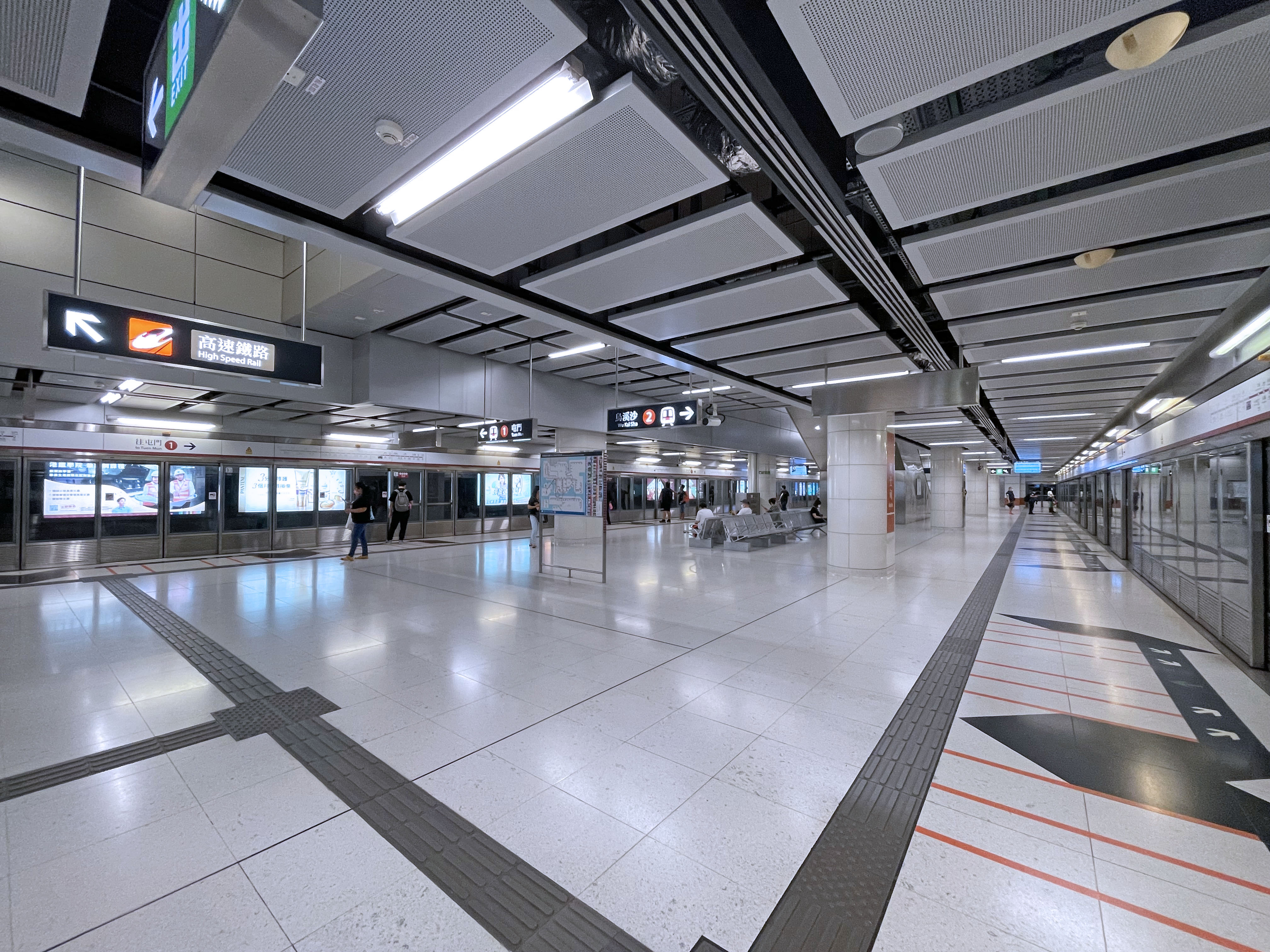
ホーム

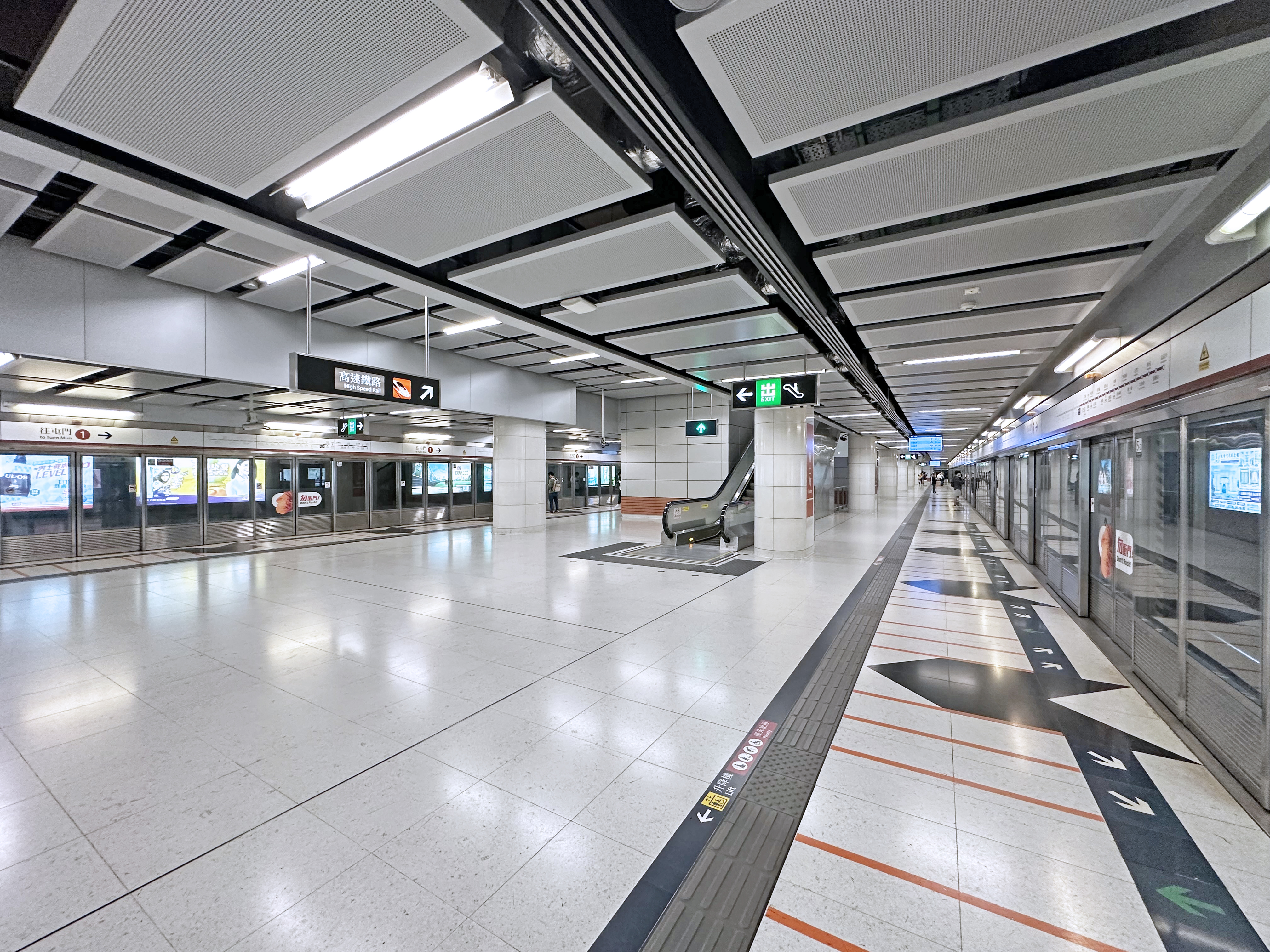
ホーム

The Austinと駅舎が一体化している地下駅。ホームは島式ホーム1面2線を有し、ホームドア完備。

### 駅階層
| 1 一階       | ノーザンコンコース         | B5出口、商店                                                              |
| 1 一階       | ノーザンコンコース         | 横断歩道橋: 佐敦道、連翔道、港鉄九龍駅、圓方方面                          |
| 1 一階       | サザンコンコース           | 関係者專用區域                                                            |
| G 地上出口   | ノーザンコンコース         | B出口、商店                                                               |
| G 地上出口   | サザンコンコース           | D出口、バスターミナル、タクシースタンド、                                 |
| G 地上出口   | サザンコンコース           | 商店                                                                      |
| S 地下通路   | サザンコンコース           | A、F出口、連絡地下通路: 柯士甸道、港景峰、                                |
| S 地下通路   | サザンコンコース           | 広東道、柯士甸道西方面                                                    |
| C コンコース | コンコース                 | C出口（香港西九龍駅方面）、客務中心、商店、自動券売機、自動販売機、トイレ |
| C コンコース | 地下通路                   | 連絡地下通路: 広東道、佐敦道、渡船街方面                                  |
| P 月台       | ➊番線                      | ■屯馬線屯門方面→                                                          |
| P 月台       | 島式ホーム、右側の扉が開く |                                                                           |
| P 月台       | ➋番線                      | ←■屯馬線烏渓沙方面                                                        |

## 駅周辺
- 香港西九龍駅
- 港鉄九龍駅
- 渡船街（中国語版、広東語版）
- 広東道
- 甘粛街玉器市場（中国語版）
- 匯翔道（中国語版、広東語版）
- 城市高爾夫球会
- 天璽
- 漾日居（中国語版、広東語版）
- 環球貿易広場
- 凱旋門（中国語版、広東語版）
- 君臨天下（中国語版、広東語版）
- 香港W酒店（中国語版）
- 西九龍海浜長廊（中国語版、広東語版）
- 龍堡国際賓館（中国語版、広東語版）

- 宝霊街
- 広東道官立小学（中国語版）
- 中国客運埠頭（中国語版、広東語版）
- 中港城（中国語版）
- 過境巴士総站
- 海港城（中国語版）
- 麗澤中学（中国語版）
- 皇家太平洋酒店（中国語版）
- 港景峯（中国語版、広東語版）／港景匯商場
- The Austin（中国語版）
- 民眾安全服務隊總部（中国語版）
- 百老匯電影中心（中国語版）
- 御金・国峯（中国語版）
- 廟街（中国語版、広東語版）
- 駿發花園（中国語版、広東語版）

## 路線バス
バス
- 九巴： 
  - 12、36B、42A、46、60X、63X、69X、81、95、215X、260X、268B、268X、269B、281A、296D、W2、W3
- 過海隧道巴士（中国語版）： 
  - 110、914、973

マイクロバス
- 九龍専線小巴： 
  - 3、6、26、74、74S、77M、78

穿梭バス
- 港鉄機場快線穿梭巴士： 
  - K1 - 機場快線九龍駅 → （六個車站） → 柯士甸駅 → 機場快線九龍駅

## 隣の駅
香港鉄路
■屯馬線
南昌駅 - 柯士甸駅 - 尖東駅